# PSS Sleman
Perserikatan Sepakbola Sleman, auch als PSS Sleman bekannt, ist ein Fußballverein aus Sleman in der Provinz Yogyakarta. Aktuell spielt der Verein in der zweiten Liga des Landes, der Liga 2.

## Erfolge
- 2018 – Liga 2 – Meister  ▲
- 2000 – Liga Indonesia First Division – 2. Platz
- 2016 – Indonesia Soccer Championship B – 2. Platz

## Stadion
Seine Heimspiele trägt der Verein im Maguwoharjo Stadium in Sleman aus. Das Stadion hat ein Fassungsvermögen von 31.700 Zuschauern. Eigentümer der Sportstätte ist das Government of Sleman Regency.
Koordinaten: 7° 45′ 1,8″ N, 110° 25′ 5,5″ O

## Trainer
| Name                                          | Zeit bei PSS Sleman | Zeit bei PSS Sleman |
| Name                                          | von                 | bis                 |
| --------------------------------------------- | ------------------- | ------------------- |
| Suwarno                                       | 1995                | 1996                |
| Drs. Bambang Nurdjoko, Drs. Herwin Sjahruddin | 1999                | 2000                |
| Suharno                                       | 2001                | 2002                |
| Yudi Suryata                                  | 2003                |                     |
| Daniel Roekito                                | 2004                | 2005                |
| Mundari Karya                                 | 2005                |                     |
| Herry Kiswanto                                | 2005                | 2006                |
| Horacio Alberto Montes                        | 2007                |                     |
| Rudy William Keltjes                          | 2007                |                     |
| Iwan Setiawan                                 | 2008                |                     |
| Yudi Suryata                                  | 2008                |                     |
| Maman Durachman                               | 2008                | 2009                |
| Yance Efraim Matmey                           | 2009                | 2010                |
| Singh Bettay                                  | 2010                |                     |
| Inyong Lolombulan                             | 2010                |                     |
| M. Basri                                      | 2010                | 2011                |
| Widyantoro                                    | 2011                | 2012                |
| Hanafi                                        | 2013                |                     |
| Yusak Sutanto                                 | 2013                |                     |
| Lafran Pribadi                                | 2013                |                     |
| Sartono Anwar                                 | 2014                |                     |
| Herry Kiswanto                                | 2014                |                     |
| Jaya Hartono                                  | 2015                |                     |
| Didik Listyantara                             | 2015                |                     |
| Freddy Mulli                                  | 2016                | 2017                |
| Seto Nurdiantoro                              | 2017                |                     |
| Herry Kiswanto                                | 2017                | 2018                |
| Seto Nurdiantoro                              | 24. Mai 2018        | heute               |